# UNiSON
UNiSON（ゆにぞん）は、2000年11月30日にテクモより発売された音楽ゲーム。対応機種はPlayStation 2。

## 概要
魔力的な歌声の持ち主・ダッカーによって支配され、ダンスを禁じられたハイテク芸能都市「双子舟」。彼の歌によって人々は催眠状態にされている。ゲームの目的は街の住人たちにダンスを見せることで目覚めさせる事となる。ダンスが禁止された都市を解放するために、トリル、チリ、セラの3人を少女ダンスユニット"ユニゾン"として結成させる。「UNiSON」を操り、用意された課題曲に合わせて、いかにテンポよく操作できるかがポイントとなる。
キャラクターの動きに合わせて2本のアナログスティックをタイミングよく操作することで様々な曲でダンスが楽しめる。1話ごとに1曲が題材になり物語は進んでいく。衣装やステージは曲目ごとに変わる。

## キャラクター
トリル
声：水野愛日
ボーカル担当。声も大きく、明るく元気な女の子。
セラ
声：浅田葉子
コーラス担当。真面目で理知的でもあり、音楽と植物を好む。
チリ
声：中山依里子
ダンス担当。父親は有名なダンサーで、ボーイッシュな女の子。
ダンス先生
声：神谷明
ユニゾンの師匠。
フライデー

ダッカー
ハイテク芸能都市「双子舟」の最高芸能総監。親衛隊を持つほどの権力者。
ポッチ
声：乃村健次
グーノ
声：石塚運昇
マナジュン
声：徳光由香

## 使用曲
いずれもカッコ内は原曲アーティスト
- 与作（北島三郎）
- 狙いうち（山本リンダ）
- First Love（宇多田ヒカル）
- LOVEマシーン（モーニング娘。）
- セーラー服を脱がさないで（おニャン子くらぶ）
- Boys & Girls（浜崎あゆみ）
- ジンギスカン（ジンギスカン）
- はじめてのチュウ（あんしんパパ）
- UFO（ピンクレディー）
- シンクロナイズド・ラブ 2000（ジョー・リノイエ）
- Y.M.C.A.（ヴィレッジ・ピープル）
- Country Grammar（英語版）（ネリー）
- We Are Family（英語版）（Sister Sledge（英語版））
- Stop the Rock（英語版）（アポロ440）
- バービー・ガール（アクア）
- That's the Way (I Like It)（英語版）（KC and the Sunshine Band）
- NIGHT OF FIRE（NIKO）
- Nowhere（Faze4）
- O.P.P.（英語版）（Naughty By Nature（英語版））
- Everybody Dance（英語版）（シック）